# Шерекино (Кудинцевська сільрада)
Шерекино (рос. Шерекино) — селище станції в Льговському районі Курської області Російської Федерації.
Населення становить 171 особу. Входить до складу муніципального утворення Кудинцевська сільрада.

## Історія
Населений пункт розташований на території українського етнічного та культурного краю Східна Слобожанщина.
Від 2004 року входить до складу муніципального утворення Кудинцевська сільрада.

## Населення
| 2002 | 2010 |
| ---- | ---- |
| 186  | ↘171 |